# Медник (Мазовецьке воєводство)
Медник (пол. Miednik) — село в Польщі, у гміні Сточек Венґровського повіту Мазовецького воєводства.
Населення — 52 особи (2011).
У 1975-1998 роках село належало до Седлецького воєводства.

## Демографія
Демографічна структура станом на 31 березня 2011 року:
|          | Загалом | Допрацездатний вік | Працездатний вік | Постпрацездатний вік |
| -------- | ------- | ------------------ | ---------------- | -------------------- |
| Чоловіки | 28      | 6                  | 18               | 4                    |
| Жінки    | 24      | 4                  | 14               | 6                    |
| Разом    | 52      | 10                 | 32               | 10                   |